# Sverre Stenersen
Sverre Stenersen (Målselv, 18 giugno 1926 – Målselv, 17 dicembre 2005) è stato uno sciatore nordico norvegese attivo nel salto con gli sci, nello sci di fondo e nella combinata nordica, disciplina nella quale colse i maggiori successi.

## Biografia
In un'epoca di dilettantismo puro Sverre Stenersen quotidianamente lavorava come taglialegna per mantenersi a Oslo, dove si era trasferito dal suo paese natale per cercare di mettere a frutto un talento sugli sci, emerso fin da ragazzino. Debuttò nella nazionale di sci nordico della Norvegia nel 1951 e già l'anno successivo vinse la sua prima medaglia olimpica, il bronzo nella combinata nordica ai VI Giochi olimpici invernali di Oslo 1952, e chiuse al 27º posto la 18 km di fondo.
Nel 1954 vinse l'oro, sempre in combinata, ai Mondiali di Falun, mentre l'anno successivo colse il primo dei suoi tre successi a Holmenkollen (dove s'impose anche nel 1956 e nel 1959, in quest'occasione a pari merito con Gunder Gundersen) e fu insignito, assieme a re Haakon VII, Hallgeir Brenden e Veikko Hakulinen, della medaglia Holmenkollen.
Nel 1956 raggiunse l'apice della sua carriera vincendo l'oro nella combinata nordica ai VII Giochi olimpici invernali di Cortina d'Ampezzo 1956 (dove partecipò anche alla gara di salto con gli sci, chiusa al 35º posto), due titoli nazionali e la classiche di Holmenkollen, Falun e Lahti (successo, quest'ultimo, replicato anche nel 1957, nel 1959 e nel 1960).
Nel 1958 ottenne la sua ultima medaglia iridata ai Mondiali di Lahti; chiuse la carriera partecipando alla gara di combinata nordica agli VIII Giochi olimpici invernali di Squaw Valley 1960, chiusa al 7º posto. Morì nel dicembre del 2005 nella natia Målselv, dove gestì a lungo un negozio di articoli sportivi e fu assessore allo sport e alla cultura; per molti anni rappresentò un popolare punto di riferimento sportivo per tutta la contea di Troms.

## Palmarès

### Combinata nordica

#### Olimpiadi
- 2 medaglie:
  - 1 oro (individuale a Cortina d'Ampezzo 1956)
  - 1 bronzo (individuale a Oslo 1952)

#### Mondiali
- 2 medaglie:
  - 1 oro (individuale a Falun 1954)
  - 1 argento (individuale a Lahti 1958)

#### Campionati norvegesi
- 5 medaglie[1]:
  - 5 ori (individuale nel 1954; individuale nel 1955; individuale nel 1956; individuale nel 1957; individuale nel 1958)

## Onorificenze
- Medaglia Holmenkollen (1955)